# Eugen Nazare
Nazare Eugen-Vasile (n. 20 februarie 1983, Constanța) este un pianist și pedagog român contemporan, inițiatorul și promotorul simpozionului național de muzicologie MondoMUSICA și a festivalului internațional Zilele Muzicii Romantice.

### Biografie
Eugen Nazare s-a născut la Constanța, pe 20 februarie 1983, într-o familie cu o bogată tradiție muzicală și pedagogică.
Începând cu clasa I obține diverse premii la concursurile naționale de interpretare, iar din clasa a V-a și până la absolvirea liceului va participa la activitățile competiționale din străinătate (Italia, Franța, Germania, Anglia, Cehia etc.), concertând în Austria și Rusia și participând la cursurile de măiestrie artistică din Santander (Spania), Tambov (Rusia) și țară (Constanța, București). Tânărul Eugen continuă drumul început de mama sa, Liliana – ea însăși profesoară de pian –, devenind în scurt timp unul dintre copiii minune ai muzicii constănțene, făcând parte din noul val de artiști, alături de Sebastian Tegzeșiu, Roxana Bajdechi, Florin Romașcu, Tănase Valentin, Alexandra Silocea ș.a. După 11 ani petrecuți sub îndrumarea profesoarei sale de pian, Alina Deleanu, Eugen își termină studiile liceale ajungând șef de promoție (2002).  
Urmează facultatea de interpretare muzicală din cadrul AMGD, Cluj-Napoca, sub îndrumarea reputatului solist Daniel Goiți. Anul II îi oferă posibilitatea de a studia în Statele Unite ale Americii, în urma unei burse Rotary, iar la întoarcerea în țară va avea ocazia să facă parte dintre elevii fostei profesoare a maestrului său, Ninuca Oșanu Pop. Ciclul studiilor de masterat se încheie cu lucrarea Studiile lui Frédéric François Chopin: între diversitate și originalitate, subiect ce dezvăluie traseul viitorului parcurs interpretativ și științific al tânărului pianist.
Tot în timpul masteratului, fiind deja profesor la Liceul de Muzică “Sigismund Toduță”, Eugen începe să organizeze o serie de masterclasses (6 până în prezent) susținute de Andrei Deleanu, Robert Satterlee (SUA) și Mariusz Adamczak (Polonia).
Actualmente, Eugen continuă să predea în cadrul Liceului “S. Toduță” din Cluj-Napoca, fiind de asemenea doctorand al Academiei de Muzică din același oraș. După o lungă absență de pe scenele de concert, studiile doctorale îl readuc pe Eugen Nazare în postura de interpret al operei chopiniene, incluzând în repertoriul său atât lucrările originale, cât și transcripțiile acestora. Subiectul doctoratului, Frédéric Chopin – repertoriul cameral și lucrările concertante, regăsește ecouri în prezentul anului 2010 tocmai prin aniversarea bicentenarului nașterii compozitorului polonez. În ceea ce privește festivitățile “Anului Chopin” – așa cum a fost denumit de UNESCO –, eforturile lui Eugen Nazare își fac simțită prezența în Cluj-Napoca, prin recitalurile instrumentale A Different Chopin, Eternal Sonata I, festivalul cu participare internațională Zilele Muzicii Romantice, sau București – Maraton Chopin la Sala Dalles: Chopin Reloaded.
Începând cu perioada studiilor de masterat, Eugen Nazare devine o prezență constantă în cadrul simpozioanelor naționale și internaționale de muzicologie din București, Brașov, Sibiu și Cluj-Napoca – unde inițiază în 2010 prima ediție a simpozionului MondoMUSICA.   
Se căsătorește pe 1 mai 2010, la scurt timp după încheierea oficială a festivalului organizat (18. IV) și înainte de debutul recitalurilor Chopin la Sala Dalles (12. V).
Waldstein de Beethoven, Sonata a II-a de Chopin și transcripțiile lui Godowsky sunt lucrările pe care Eugen le descrie ca fiind cele care i-au schimbat definitiv viziunea și concepția asupra pianisticii.

### Lucrări publicate sau în curs de publicare
-Studiile lui Frédéric François Chopin: între diversitate si originalitate;
-Considerații privind mijloacele moderne de analiză și studiu în pianistica românească;
-Puncte de reper în transcripțiile Chopin - Godowsky: Studies on Chopin's Études, nr. 43 & Minute Waltz;
-Ce qu'a vu le vent d'ouest. Relația tempo - ritm - sugestie - originalitate;
-Model de analiză muzicală;
-Rezonanțe chopiniene în contemporaneitate.

### Începutul activității: premii și recitaluri
Concursuri internaționale:
- Premiul I absolut ,,Citta di Stresa”, Italia, aprilie 1994;
- Premiul special al juriului ,,Virtuosi per musica di pianoforte”, Usti nad Labem, Cehia, noiembrie 1994;
- Diplomă la concursul ,,Fr. Chopin”, Göttingen, Germania, martie 1995;
- Premiul III ,,Rovere d’Oro”, San Bartolomeo al Mare, Italia, iulie 1995;
- Premiul I ,,J. S. Bach”, Paris, Franța, februarie 1996;
- Premiul II ,,Steinway”, Cannes, Franța, februarie 1998;
- Curs internațional de perfecționare ,,S. Rachmaninoff”, Tambov, Rusia, 31 iulie - 14  august 1998,

```
  clasa prof. Victor Merzhanov;        
```

- Semifinalist în ,,Llangollen International Musical Eisteddfod”, Anglia, iulie 1999;
- Bursă oferită de statul spaniol prin A.E.C.I. la cursurile de vară din Santander, iulie 1999,

```
  clasa prof. Boris Block;
```

- Premiul II ,,Citta di Moncalieri”, Torino, Italia, octombrie 1999;
- Diplomă la concursul ,,Fr. Chopin”, Roma, Italia, octombrie 2000;
- Bursier in cadrul ,,Georgia Rotary Student Program” la Berry College, Rome – Georgia, U.S.A, august 2004 – februarie 2005, clasa prof. Kris Carlisle.

Concursuri naționale:
- Premiul I ,,Mozart”, Constanța, 1991 și 1992;
- Premiul III la Concursul național din Deva, 1992 și 1993;
- Premiul I ,,Primăvara artelor” si Premiul  special al juriului, Bacău, 1993 și 1994;

Recitaluri:
- "GALA PRIMĂVERII”, U.N.I.C.E.F., Constanța, 1993;
- Sala Cantacuzino, București, 1994;
- Teatrul Liric, Constanța, 1994;
- Bielefeld – Germania, aprilie 1995;
- "Tribuna tinerilor concertiști” – concert transmis în direct de Radiodifuziunea română, dirijor C. Petrescu; W. A. Mozart: rondo pentru pian și orchestră, iunie 1995;
- Sala DALLES, București, 1995;
- Centrul Cultural al României la Viena, februarie 1996;
- Wuppertal – Germania, iunie 1996;
- Concertul laureaților ,,J. S. Bach”– Paris, Franța, decembrie 1996;
- "Tribuna tinerilor concertiști” – concert transmis în direct de Radiodifuziunea română, dirijor Michael Beck – Germania; L. v. Beethoven: concertul nr. 1 pentru pian și orchestră, iunie 1997;
- Sala Radio – București, august 1997;
- Sala M.Negrea – Pitești, aprilie 1998;
- "Tribuna tinerilor concertiști” – concert transmis în direct de Radiodifuziunea română, dirijor Aurelian - Octav Popa; E. Grieg: concertul pentru pian și orchestră, iunie 1998;
- Festivalul internațional ,,Tinere Talente” – ediția XXI, Sala Lahovari, dirijor: Radu Popa;
- W. A. Mozart: rondo pentru pian și orchestră; Rm. Vâlcea, mai 1999;
- "Tribuna tinerilor concertiști” – concert transmis în direct de Radiodifuziunea română, dirijor Aurelian - Octav Popa; W. A. Mozart: concertul pentru pian și orchestră nr.21, K. 467, iunie 1999;
- "Tribuna tinerilor concertiști” – concert transmis în direct de Radiodifuziunea română, iulie 2001;
- Sala Radio ,,Muzicieni de azi, muzicieni de mâine” – București, august 2001;

### Ultimii 4 ani
- 2010 – 10.V – CHOPIN RELOADED, recitalul de debut al Maratonului Chopin în cadrul Concertelor Dalles (București);

- 2010 – 7.V – participare la simpozionul de Muzică și Filosofie – Sinteza Muzicii Romantice, organizat de filiala Cluj-Napoca a Academiei Române, în colaborare cu AMGD;

- 2010 – 12-18.IV – organizatorul Festivalului Internațional Zilele Muzicii Romantice, student activ al cursului de perfecționare susținut de pianistul polonez Mariusz Adamczak, recital artistic propriu “Chopin – Schumann 200”, diplomă de participare în cadrul simpozionului național MONDOMUSICA 2010: Romantismul Muzical;

- 2010 – 13.III – participare la simpozionul aniversar al LMST, Cluj-Napoca, cu lucrarea intitulată “Leopold Godowsky – un Brahma al claviaturii”;

- 2010 – 7. III – recital instrumental Eternal Sonata – prima parte a integralei sonatelor chopiniene;

- 2010 – 27-28.II – participare la Festivalul Chopin 200, organizat de UNMB în colaborare cu Institutul Cultural Polonez, festival ce a inclus un masterclass susținut de pianista poloneză Alicja Paleta-Bugaj și un simpozion internațional de muzicologie (lucrarea prezentată analizând transcripțiile chopiniene ale lui Leopold Godowsky);

- 2010 – 19.I – organizarea și participarea proprie la recitalul A Different Chopin, primul recital instrumental al anului 2010 ce a omagiat, în Cluj-Napoca, împlinirea a 200 de ani de la nașterea compozitorului polonez Chopin;

- 2010 – 14.I – invitat la recitalul Eternul Eminescu (LMST);

- 2009 – 11.XII – Recital instrumental la Centrul Cultural Polonez (Cluj-Napoca);

- 2009 – 4.VI – participare la The 33rd ARA Congress Progresses and Modernism in Sciences and Arts (Sibiu) cu lucrarea intitulată “Considerații privind mijloacele moderne de analiză și studiu în pianistica românească”;

- 2009 – 20-22.V – participare la AFASES 2009 (Brasov) cu lucrarea “International Relations Paradoxes”;

- 2009 – 28.II – organizarea Seminarului susținut de pianistul Andrei Deleanu;

- 2008 – 23.X-06.XI – organizarea primului Master Class instrumental de anvergură găzduit de orașul Cluj-Napoca, precum și a Galei Tinerilor Pianiști, ediția a II-a; cursurile s-au desfășurat sub îndrumarea pianistului Mariusz Adamczak (Polonia) și s-au bucurat de susținerea LMST și a Școlii de Muzică “A. Bena”;

- 2008 – 8.X – organizarea Cursului de Măiestrie Artistică și a Recitalului susținute de Robert Satterlee (SUA);

- 2008 – 9.VI – Recital al cvartetului Brevis în cadrul Galei Youthbank;

- 2008 – 9.VI – Diplome acordate de către Youthbank echipei Musica, Liceului de Muzică și cvartetului Brevis pentru implicarea și susținerea proiectelor comunitare;

- 2008 – 6.VI – participare la Sesiunea de Comunicări Științifice organizată de Școala de Muzică “A. Bena” cu lucrarea “Studiile de Chopin -  între diversitate și originalitate”;

- 2008 – 5-6.VI – Reprezentant al Liceului de Muzică la Târgul de Ofertă Educațională „Preuniversitaria”;

- 2008 – 17-22.V – organizarea Recitalului, Seminarului și Workshopului Chopin susținute de pianistul polonez Mariusz Adamczak;

- 2008 – 29.II – participare prin recital artistic la strângerea de fonduri în scopuri caritabile, eveniment organizat de clubul Lions International;

- 2008 – 22-25.II organizarea Cursului de Măiestrie Artistică susținut de pianistul Andrei Deleanu și a Galei Tinerilor Pianiști;

- 2007-2008 – Recitaluri Camerale (pian-vioară); în program: integrala sonatelor de D. Milhaud;

- 2006-2007 – Recitaluri Camerale (pian-vioară); în program: sonate de A. Dvořák și J. Brahms.